# Eternity (grup)
Eternity (Coreà: 이터니티; RR: Iteoniti) és un grup de K-pop format per 11 membres, que destaca per ser una de les primeres bandes virtuals creades mitjançant tecnologia d'intel·ligència artificial (IA). Va ser llançat el 22 de març de 2021 com a projecte de Pulse9. Cada membre del grup té un rostre dissenyat amb tecnologia deepfake, mentre que les seves veus són reals. Aquest enfocament permet que les artistes virtuals interactuïn amb els fans de manera similar a com ho farien els artistes humans, sense les limitacions físiques o emocionals que sovint enfronten els idols del K-pop.
Els membres de Eternity inclouen a Seoa, Sujin, Minji, Jaein, Hyejin, Dain, Chorong, Jiwoo, Yeoreum, Sarang i Yejin. La creació d’aquest grup reflecteix una tendència creixent en el K-pop cap a l'ús de la tecnologia per atraure nous públics i explorar noves formes d'entreteniment.

## Història
Les 11 noies (Minji, Seoa, Sujin, Dain, Yeoreum, Yejin, Jaein, Jiwoo, Hyejin, Sarang i Chorong) van ser creades amb Deep Real AI, una tecnologia patentada que genera imatges virtuals falses. Seguidament, es van dur a terme unes votacions perquè els fans poguessin triar qui serien les integrants que passarien a formar part del grup. D'aquesta manera, els rostres creats de manera artificial són projectats sobre noies reals amb l'objectiu de fer trobades en línia amb els seus fans de la manera més realista possible.
El 22 de març de 2021, Eternity va llançar el seu senzill debut "I'm Real", cantat per Hyejin, Seoa, Yeoreum, Sujin i Minji.
El 25 i 26 d'agost del mateix any, Pulse9 va llançar els tràilers de la sisè membre (Dain), que va fer el seu debut en solitari amb un senzill anomenat "No Filter" el 27 d'agost.
El 19 de setembre de 2023, es va confirmar que Eternity s'ha canviat de nom a IITERNITI a través del missatge oficial de Discord d'IITERNITI.

## Membres
| Nom            | Posició                     | Anys actives |
| -------------- | --------------------------- | ------------ |
| Hyejin (혜진)  | Rapera principal            | 2021–present |
| Minzee (민지)  | Rapera principal, ballarina | 2021–present |
| Yeoreum (여름) | Líder, vocalista principal  | 2021–present |
| SeoA (서아)    | ballarina principal, centre | 2021–present |
| Sujin (수진)   | Vocalista, visual           | 2021–present |
| Zae-In (제인)  | Vocalista principal         | 2022–present |
| Dain (다인)    | Vocalista principal         | 2021–present |
| Jiwoo (지우)   |                             | 2022–present |
| Sarang (사랑)  |                             | 2021–present |
| Yejin (예진)   | Productora                  | 2022–present |
| Chorong (초롱) | Maknae (la més jove)        | 2022–present |

## Discografia
"I'm Real" (2021)
"No Filter" (2021)
"Paradise" (2022)
"DTDTGMGN" (2022)
"Snow Holiday 3:50pm" (2022)
"Wen Moon" (2023)